# Bad as Me
Bad as Me je sedmnácté studiové album amerického hudebníka Toma Waitse, vydané v říjnu 2011 u vydavatelství ANTI-. První singl „Bad as Me“ vyšel již v srpnu 2011. Druhý s názvem „Back in the Crowd“ vyšel 27. září.
Jde o jeho první studiové album složené z výhradně nových skladeb od roku 2004, kdy vyšlo Real Gone. Album produkoval Waits spolu se svou manželkou Kathleen Brennan.
Waits album nepodpořil žádnými koncerty, vystoupil pouze ve dvou televizních programech; šlo a Noční show Davida Lettermana (píseň „Chicago“) Noční show Jimmyho Fallona (píseň „Raised Right Men“). Když koncem července 2012 na svém webu zveřejnil svou fotografii, na které byl oblečen jako pirát a vedle ní nápis „Přijde 7. srpna“. Objevily se spekulace, že se Waits vydá na turné, ale nakonec šlo pouze o nový videoklip.

## Seznam skladeb
Autory všech skladeb jsou Tom Waits a Kathleen Brennan.
| Pořadí         | Název                    | Délka |
| -------------- | ------------------------ | ----- |
| 1.             | Chicago                  | 2:15  |
| 2.             | Raised Right Men         | 3:24  |
| 3.             | Talking at the Same Time | 4:14  |
| 4.             | Get Lost                 | 2:42  |
| 5.             | Face to the Highway      | 3:43  |
| 6.             | Pay Me                   | 3:14  |
| 7.             | Back in the Crowd        | 2:49  |
| 8.             | Bad as Me                | 3:10  |
| 9.             | Kiss Me                  | 3:41  |
| 10.            | Satisfied                | 4:05  |
| 11.            | Last Leaf                | 2:56  |
| 12.            | Hell Broke Luce          | 3:57  |
| 13.            | New Year's Eve           | 4:32  |
| Celková délka: | Celková délka:           | 44:44 |

| Bonusy na deluxe verzi | Bonusy na deluxe verzi | Bonusy na deluxe verzi |
| Pořadí                 | Název                  | Délka                  |
| ---------------------- | ---------------------- | ---------------------- |
| 14.                    | She Stole the Blush    | 2:50                   |
| 15.                    | Tell Me                | 3:43                   |
| 16.                    | After You Die          | 2:47                   |

## Obsazení

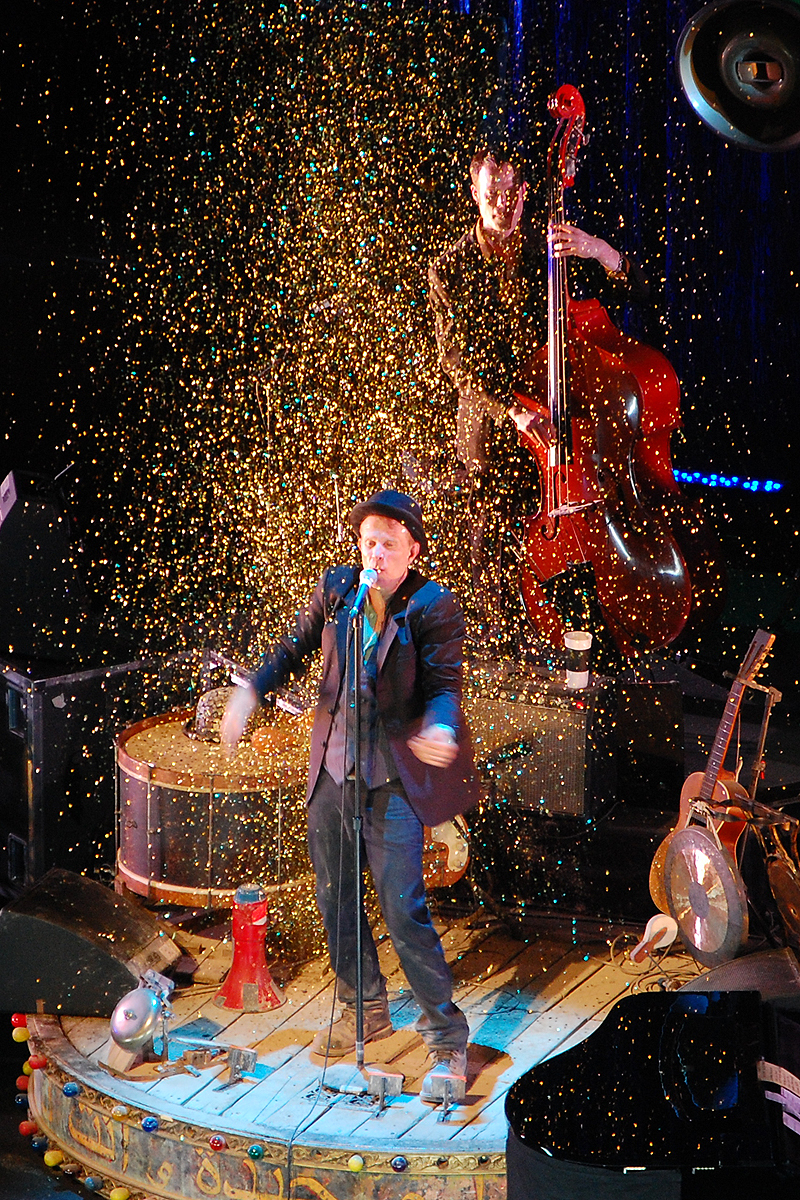
Tom Waits v Praze roce 2008

- Tom Waits – zpěv (1–16), kytara (1–4, 6, 7, 9–11, 13) klavír (1, 6, 8, 9), perkuse (1, 4, 5, 12), banjo (1), tabla (2), harmonium (11)
- Marc Ribot – kytara (1–8, 10–12, 15)
- Clint Maedgen – saxofon (1, 3, 4, 8, 10, 12, 13, 14)
- Casey Waits – bicí (1, 2, 4, 5, 7, 8, 10, 12, 14)
- David Hidalgo – kytara (3, 4, 6, 7, 12), housle (6), perkuse (7), akordeon, baskytara, doprovodný zpěv (13, 15)
- John Schott – kytara (14)
- Ben Jaffe – pozoun (1, 3, 4), basklarinet (1), tuba (12, 13)
- Charlie Musselwhite – harmonika (1, 2, 8, 10, 12)
- Patrick Warren – klávesy (3–5, 10, 13)
- James Whiton – baskytara (3, 5–7, 11, 14, 15)
- Keith Richards – kytara (1, 10–12), zpěv (11)
- Augie Meyers – varhany Vox (2), klavír (3), akordeon (6)
- Gino Robair – perkuse (3, 5, 10), vibrafon (6, 14–16)
- Larry Taylor – kytara (1, 2), baskytara (1, 4, 14)
- Chris Grady – trubka (3, 12, 13)
- Flea – baskytara (2, 12)
- Will Bernard – kytara (6, 12, 16)
- Dawn Harms – housle (5, 14)
- Marcus Shelby – baskytara (9)
- Les Claypool – baskytara (10)
- Zack Sumner – baskytara (13)

## Kritika

### Hodnocení
- Allmusic [1]
- Robert Christgau (A−)[2]
- The Guardian [3]
- The Independent [4]
- The A.V. Club (A−)[7]
- The Daily Telegraph [8]
- Entertainment Weekly (A−)[9]
- Pitchfork Media (8,1/10)[10]
- Rolling Stone [11]
- Slant Magazine [12]
- Rock & Pop [5]